# Dušan Šindelář
Dušan Šindelář (23. března 1927, Rejdice) je český estetik, teoretik užitého umění, výtvarný a literární kritik, akademik a vysokoškolský pedagog.

## Život
Narodil se v rodině venkovského učitele. Za 2. světové války byl totálně nasazen v Německu. Poté vystudoval filozofii a estetiku u prof. Jana Mukařovského na Filozofické fakultě Univerzity Karlovy, absolvoval roku 1951, do roku 1958 zůstal ve škole jako asistent oddělení estetiky a zastával názory konformní s tehdejším komunistickým režimem. V 50. letech ho získala jako tajného spolupracovníka Státní bezpečnost.
V 60. letech byl ovlivněn estetickými názory Emila Utitze. Působil v Praze při Ústavu bytové a oděvní kultury. Dále se po celý život věnoval práci pedagoga a popularizátora svého oboru. Habilitoval se jako profesor na Vysoké škole uměleckoprůmyslové v Praze, kde učil estetiku a teorii umění a v letech 1969-1980 byl prorektorem, dále učil na Akademii výtvarných umění v Praze, a to až do svého penzionování v roce 1991. Externě učil také na katedře estetiky FFUK. Roku 1969 získal titul DrSc., od roku 1988 byl členem korespondentem ČSAV.
V letech 1954 – 1971 byl redaktorem časopisu Výtvarné umění, po zastavení jeho vydávání redaktorem časopisu Estetika, přispíval do časopisů Umění, Umění a řemesla, Tvar, Výtvarná práce, psal také do Literárních novin.

## Dílo
Věnoval se zejména monografiím o estetice užitého umění, mimoumělecké estetice všedního dne. Psal úvody a stati do katalogů výstav současných výtvarných umělců, především sochařů (Vincenc Makovský, Karel Lidický, Zdeněk Kovář, Henry Moore), keramiků (Otto Eckert) a sklářských výtvarníků (Pavel Hlava, Vladimír Jelínek, Adolf Matura), ale také malířů či grafiků (Karel Souček, Adolf Hoffmeister). Sklářským výtvarníkem, sochařem a medailérem byl také jeho starší bratr Lumír Šindelář (1925-2010).
Patřil k nejplodnějším autorům své generace. Mezi léty 1952 – 1988 vydal 64 titulů knih, studií, a textů katalogů výstav, množství studií. Mezi nejvýznamnější publikace patří monografie o estetice užitého umění, stylu a vkusu. Spolupracoval mimo jiné s Alenou Adlerovou.

## Výběrová bibliografie

### Monografie
- Podstata a vývoj výtvarného typu, NČVU Praha 1955
- Vincenc Makovský, NČVU Praha 1956
- Problém krásna v současném umění a estetice, NČVU Praha 1958
- Karel Lidický, NČVU Praha 1958
- Estetické vnímání, 1961
- Henry Moore, SNKLU Praha 1961
- Smysl věcí. Kapitoly z estetiky užitého umění a průmyslového výtvarnictví, 1963
- Estetická funkčnost a funkce, 1967
- Móda, vkus, styl, 1968
- Tvarová typologie, 1969
- Tržiště estetiky. Studie o takzvaných okrajových estetických a uměleckých jevech a vztahu estetična nenormovaného k normovanému ve výtvarné oblasti, Obelisk Praha 1969
- Současné umělecké sklo v Československu, Praha 1970
- Filozofie užité tvorby, 1971
- České lisované sklo, 1972
- Vědecká ilustrace v Čechách, 1973
- Bydlení ’73, Studie posluchačů VŠUP v Praze k problematice socialistického obytného prostředí, katalog výstavy Vysoké školy uměleckoprůmyslové v Praze v Uměleckoprůmyslovém muzeu. 1973; spoluautoři J. Kubička, K. Ryvolová
- Estetika sklářské tvorby, 1974
- Estetika situací, 1976
- Estetická výchova a hmotná kultura, 1976
- Český užitkový porcelán, 1976
- Estetika užité tvorby, 1978
- Jistoty umění, 1979;
- Otto Eckert, Odeon Praha 1979
- Tvořivá estetika, 1982;
- Myšlení v obrazech aneb obrazy myšlení, Odeon Praha 1986
- Paradox umění. Příspěvek k poznání dialektiky obecné teorie umění, nakl. Čs. spisovatel Praha 1986.

### Časopisecké stati
- Korespondence Antonína Slavíčka z hlediska teorie umění, Výtvarné umění 1954, č. 3;
- Contemporary Czech Aesthetics, v: Journal of Aesthetics and Act Criticism, 1959, č. 1;
- Estetično a estetický řád, Umění 1970;
- Estetické hodnocení a estetické hodnoty předmětů hmotné kultury, Estetika 1973;
- Kategorie smyslu a vhodnosti ve výtvarné estetice, Estetika 1979;
- Umění a příroda. Kritický pohled na naši současnost, Umění 1980;
- Myšlenky o dokonalosti a kráse, Estetika 1980;
- Dialektika estetické míry, Estetika 1981;
- Poznámky k problematice věd a umění, Estetika 1982;
- Umění ve vědomí společnosti, Estetika 1986.
- Příspěvek k typologii výtvarných principů, Umění 1987